# Артемівка (зупинний пункт, Південна залізниця)
Артемівка — зупинний пункт Південної залізниці на дільницях Харків — Мерефа та Люботин — Мерефа, розташований у м. Мерефа Харківського району Харківської області. Створений у 1905 році. Належить до Харківської дирекції залізничних перевезень Південної залізниці.
Зупинний пункт знаходиться між зупинним пунктом Комарівка (4 км) та станцією Мерефа (2 км) на дільницях Харків — Мерефа та Люботин — Мерефа. До станції Харків-Пасажирський — 23 км, до станції Буди — 7 км, до станції Люботин — 16 км.
Зупиняються лише потяги приміського сполучення у напрямку Харкова, Мерефи, Лозової, Змієва, Берестина, а також Люботина.

## Історія
Зупинний пункт було створено у 1905 році.
Артемівка позначена на атласі залізниць Російської імперії 1918 року.
У 1957 році Артемівка була електрифікована постійним струмом під час електрифікації лінії Харків — Мерефа та розпочалось курсування приміських електропоїздів. У 1978 році постійним струмом було електрифіковано й одноколійну дільницю Люботин — Мерефа.

## Колійний розвиток
Зупинний пункт знаходиться на двоколійній дільниці Харків — Мерефа та одноколійній дільниці Люботин — Мерефа, що пролягають поруч.
Поблизу Артемівки (за 1 км) знаходиться база запасу Південної залізниці на дільниці Люботин — Мерефа.

## Станційні споруди
Зупинний пункт обладнано 2-ма високими платформами (1 бічна та 1 острівна). Має павільйон для пасажирів, квиткові каси на приміські електропоїзди.